# Wulf-Dietrich Rose
Wulf-Dietrich Rose (* 10. Dezember 1940 in Memel/Ostpreußen; jetzt Klaipėda/Litauen) ist ein deutscher Sachbuchautor und Unternehmer im Bereich der Baubiologie.

## Leben
Wulf-Dietrich Rose studierte Wirtschaftswissenschaften mit einem Abschluss als Dipl.-Betriebswirt. Nach Tätigkeit für ein Consulting-Unternehmen gründete er 1976 zusammen mit Anton Schneider das Institut für Baubiologie Rosenheim als dessen geschäftsführender Vorstand. In dieser Funktion war er Initiator und Gründungsmitglied von Partner-Instituten im Ausland und Organisationen zum Schutz vor Wohngiften und Elektrosmog.
In den folgenden Jahren schrieb er mehrere Sachbücher. Durch die Öko-Bestseller Wohngifte erkennen und vermeiden, Krebsgifte erkennen und vermeiden und Elektrosmog – Elektrostreß sahen sich mehrere Konzerne und Industrieverbände zu Schadenersatzklagen wegen Geschäftsschädigung und Pressekampagnen gegen Wulf-Dietrich Rose veranlasst.
Nachdem er diese sich über einige Jahre hinziehende Prozessphase erfolgreich überstanden hatte, gründete Rose 1990 die in Irland registrierte Internationale Gesellschaft für Elektrosmog-Forschung IGEF, deren CEO er seither ist.
Im April 2001 entschied der Oberste Gerichtshof der Republik Österreich in letzter Instanz, dass Rose weiterhin behaupten dürfe, dass Mobilfunkstrahlung das Erbgut schädigt und Krebs erzeuge. Das Gericht stellte fest, dass die Gutachter der österreichischen Telekom-Tochter T-Mobile Austria keinen Gegenbeweis vorlegen konnten. Dies war der bislang letzte Schadenersatzprozess aufgrund geschäftsschädigender Behauptungen gegen Rose.
Wulf-Dietrich Rose lebt seit dem Jahr 2005 auf der Kanareninsel Teneriffa. Dort hat er 2018 ein Buch mit dem Titel „Mikrowellen töten leise“ herausgebracht. 2019 erschienen seine neuen Bücher „Krank durch Elektrosmog“ und „5G - Digitale Macht in falschen Händen“, 2023 „Wie unser Gehirn gehackt wird; 80 Fallschilderungen“.

## Werke
- Wohngifte erkennen und vermeiden. Edition Wandlungen, Oldenburg 1985, ISBN 978-3-88359-009-7
- Krebsgifte erkennen und vermeiden. Mosaik-Verlag, München 1987, ISBN 3-570-04245-6
- Elektrosmog – Elektrostreß. Kösel-Verlag, München 1987, Kiepenheuer & Witsch; Köln 1994; ISBN 3-462-02326-8, ISBN 978-3-462-02326-8
- Wohnkrankheiten, was tun? Eichborn-Verlag, Frankfurt am Main 1987, ISBN 3-8218-1200-1, ISBN 978-3-8218-1200-7
- 1000 Tips zum gesunden Wohnen. Knaur Verlag, München 1989, ISBN 978-3-426-07787-0
- Ich stehe unter Strom. Kiepenheuer & Witsch, Köln 1996, ISBN 3-462-02508-2, ISBN 978-3-462-02508-8
- Mikrowellen töten leise. 2018, ISBN 978-1-71789-526-4
- Krank durch Elektrosmog. 2019, ISBN 978-1-69534-239-2
- 5G – Digitale Macht in falschen Händen. 2019, ISBN 978-1-70069-082-1
- Wie unser Gehirn gehackt wird; 80 Fallschilderungen. 2023, ISBN 979-8-867-57265-5